# La corbeta ''Gloria Scott''
La corbeta Gloria Scott (anglès: The Adventure of the Gloria Scott), un dels 56 contes de Sherlock Holmes escrits per Sir Arthur Conan Doyle, és un dels 12 contes del cicle recollits com a Les memòries de Sherlock Holmes. Va ser publicat per primera vegada a The Strand Magazine al Regne Unit l'abril de 1893, i a Harper's Weekly als Estats Units el 15 d'abril de 1893.
Cronològicament és el cas més antic del cànon de Sherlock Holmes. Aquesta història està relacionada principalment per Holmes més que per Watson, i és el primer cas al qual Holmes va aplicar els seus poders de deducció, havent-ho tractat com un simple hobby fins aquest moment. Aquesta és una de les nombroses històries de Sherlock Holmes en què un protagonista és perseguit per un vell conegut per un vell crim. Els altres inclouen "El misteri de la vall Boscombe" "Peter ''el negre''", "El signe dels quatre", "Les cinc llavors de taronja ", "El pacient intern", etc. També és una de les seves moltes històries que tracta sobre el destí de personatges que tornen a Anglaterra després d'haver estat a l'estranger a les colònies de l'Imperi Britànic.

## Sinopsi

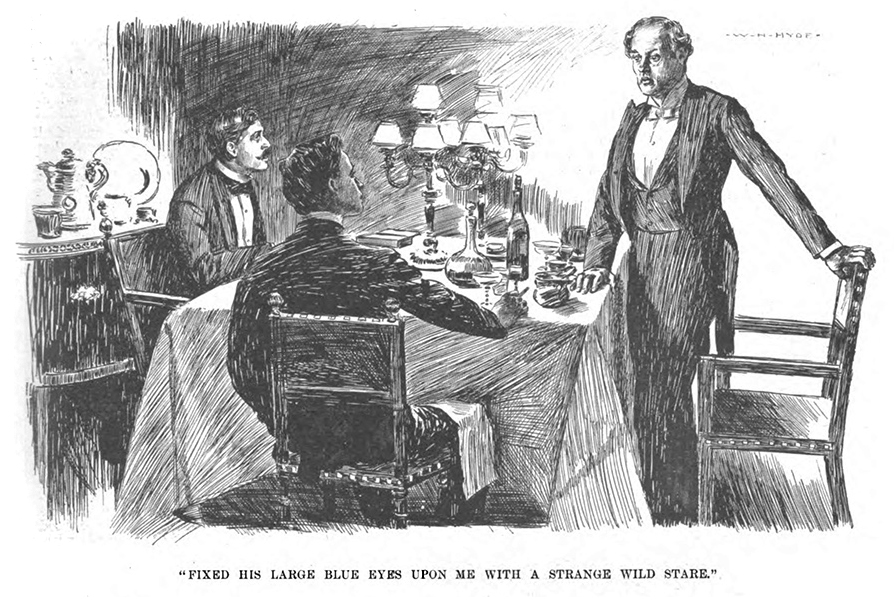
Victor Trevor, Sherlock Holmes i l'ancià Mr. Trevor, il·lustració de 1893 de W. H. Hyde a Harper's Weekly

En els seus dies d'universitat, Holmes va passar un mes amb el seu amic, Victor Trevor, a la finca del pare de Victor a Norfolk. Mentre era allà, Holmes va sorprendre el seu amfitrió, el pare de Victor, que era jutge de pau i terratinent. Havia fet fortuna als jaciments d'or d' Austràlia. Una de les deduccions de Holmes va ser que l'ancià Sr. Trevor va estar connectat una vegada amb algú amb les inicials "J. A". a qui volia oblidar. El seu amfitrió es va desmaiar a la taula. Holmes havia tocat un lloc adolorit, i possiblement no es va creure l'explicació del vell un cop va tornar a si mateix que J. A. havia estat una antiga amant.
Holmes va percebre que estava incòmode al seu amfitrió i va decidir acomiadar-se. El vespre abans de fer això, un altre vell va aparèixer de sobte a la casa i va fer que el senyor gran Trevor es precipités a prendre un cop d'aiguardent abans de saludar-lo. Pel que sembla, havien estat companys de vaixell uns 30 anys abans, i el senyor Trevor va dir alguna cosa sobre trobar-li feina. Poc després, Holmes i el seu amic van trobar el senyor Trevor borratxo.
Aleshores, Holmes va abandonar la finca de Trevor i va passar les set setmanes següents als seus experiments de química, rebent de sobte un telegrama del Trevor més jove que li demanava que tornés a Norfolk. Un cop hi va arribar, en Victor li va dir a Holmes que el seu pare s'estava morint com a conseqüència d'un ictus patit després de rebre una carta. Van descobrir que havia mort mentre en Victor es trobava amb Holmes a l'estació.
Després que Holmes hagués marxat de casa set setmanes abans, sembla que aquest vell que havia vingut a buscar feina, i que es deia Hudson, va demostrar ser un empleat tan rebel com es podia imaginar. Havia exigit ser ascendit de jardiner a majordom i havia aconseguit el que volia. S'havia pres llibertats imperdonables que normalment haurien resultat en l'acomiadament d'un empleat. Sovint estava borratxo. Víctor no el podia suportar i hauria colpejat Hudson si hagués estat més jove. L'altre personal s'havia queixat d'ell. Tanmateix, el pare d'en Víctor sempre el deixava sortir amb la seva infàmia. De sobte, Hudson va anunciar que se n'anava perquè s'havia cansat de Norfolk, i anava a Hampshire a veure en Beddoes, un altre vell company de vaixell.
Ara, l'amic d'Holmes s'havia fet prim i desgastat per la prova. Havia pensat que els problemes s'havien acabat quan Hudson se'n va anar, però després va arribar la carta, de Fordingbridge a Hampshire. Es deia:
"El subministrament de caça per a Londres està augmentant constantment. Creiem que al cap de guardià Hudson ara se li ha dit que rebi totes les ordres de paper per a mosques i per a la preservació de la vida del seu faisà gallina".
No significava res per a Victor, i va passar una bona estona abans que Holmes hi veiés res. Va trobar la clau. Si un llegia cada tercera paraula començant per la primera, hi havia un missatge intel·ligible: "El joc ha acabat. Hudson ho ha dit tot. Vola per la teva vida".
Holmes havia deduït que el joc era un xantatge. Un secret culpable havia estat el poder que Hudson havia tingut sobre el senyor ancià Trevor. Les últimes paraules del vell al seu metge van descobrir el secret. Alguns documents es van trobar al gabinet japonès del Sr. Trevor.
El document era una confessió. El senyor gran Trevor havia portat una vegada el nom de James Armitage (inicials: J. A.) i havia estat un criminal que havia malversat diners del banc on treballava i havia estat atrapat. Va ser condemnat a ser deportat.
Un cop al vaixell, el Gloria Scott, amb destinació a Austràlia des de Falmouth, Armitage va descobrir per un presoner veí que hi havia una conspiració per fer-se càrrec del vaixell. El veí, Jack Prendergast, havia finançat l'esquema amb els prop de 250.000 lliures en diners no recuperats del seu crim. Molts de la tripulació, fins i tot oficials, estaven al seu servei, i fins i tot el capellà Wilson, que no era realment un clergue. Wilson, tot i que fingia servir als presoners, en realitat els proporcionava pistoles i altres equips per utilitzar-los quan fos el moment. Armitage també va atraure el seu altre veí, Evans, al pla.
Com era d'esperar, no tot va sortir com estava previst. La presa es va dur a terme de manera inesperada quan el metge del vaixell va descobrir una pistola mentre tractava un presoner. Aleshores, els presos havien de fer el seu moviment immediatament o perdrien l'element sorpresa. En el combat posterior, el capità i molts altres homes van ser assassinats, i va sorgir una disputa entre Prendergast amb els seus partidaris i un grup inclòs Armitage sobre què fer amb els pocs tripulants lleials que encara quedaven amb vida. Armitage i altres no acceptarien un assassinat a sang freda. Van ser llançats a la deriva en una barca petita per fer el camí com ho farien.
Poc després de marxar amb el seu petit vaixell, el Gloria Scott va explotar com a resultat de la violència que es va estendre fins on es guardava la pólvora. Els homes del petit vaixell, entre els quals també hi havia Evans, van tornar al lloc i van rescatar un supervivent: Hudson.
L'endemà, per sort, els homes van ser rescatats per un altre vaixell, el Hotspur, també amb destinació a Austràlia. Es van fer passar per supervivents d'un vaixell de passatgers i un cop a Austràlia, es van dirigir cap als jaciments d'or. Armitage va canviar el seu nom per Trevor, i Evans va canviar el seu nom per Beddoes. Tots dos van tornar més tard a Anglaterra com a homes rics.
Tot havia anat bé fins que Hudson va aparèixer de sobte.
Com que cap escàndol relacionat amb la Gloria Scott va seguir mai l'estrany missatge de Beddoes (Evans), i com que ni Hudson ni Evans no es van tornar a saber, la policia va creure que Hudson havia acabat amb Evans mentre que Holmes creia que probablement Evans havia matat Hudson, creient que ho havia dit tot, quan en realitat no ho havia fet, i després va fugir amb tants diners com va poder posar les mans.
Holmes torna a fer referència al cas a "L'aventura del vampir de Sussex " quan Holmes consulta un índex de les seves gestes passades per a referències a "vampirs" i comenta "el viatge de la Gloria Scott " que apareix a "V". També s'esmenta de passada a "El ritual dels Musgrave" mentre Holmes explica a Watson els seus primers casos quan es va convertir per primera vegada en detectiu.

## Discrepància
El relat de la confessió contenia una nota a peu de pàgina gargotejada de l'ancià Trevor que registrava la nota fatal que se li va lliurar. Això contradiu el fet afirmat que Trevor no va recuperar mai la consciència fins al final de la seva vida, moment en què es va limitar a revelar on es trobava la confessió.
Segons la confessió de Trevor, la Gloria Scott va deixar Falmouth "fa trenta anys" i precisament el 1855, però això fixaria la investigació de Holmes el 1885 i no en els seus anys universitaris, com va dir a Watson. Com que més enllà de la història, el gran Trevor també escriu: "Durant més de vint anys hem portat vides pacífiques i útils", podem suposar que la data exacta és al voltant de 1875, la qual cosa encaixaria amb la referència de Holmes als seus anys universitaris. També és possible que els “trenta anys” fos un arrodoniment de vint-i-cinc anys, que situaria el cas el 1880.

## Historial de publicacions
La història es va publicar al Regne Unit a The Strand Magazine l'abril de 1893, i als Estats Units a Harper's Weekly el 15 d'abril de 1893. També es va publicar a l'edició nord-americana de Strand el maig de 1893. La història es va publicar amb set il·lustracions de Sidney Paget a The Strand Magazine, i amb dues il·lustracions de W.H. Hyde a in Harper's Weekly. Va ser inclòs a la col·lecció de contes Les memòries de Sherlock Holmes, que es va publicar al Regne Unit el desembre de 1893 i als Estats Units el febrer de 1894.

## Adaptacions

### Cinema i televisió
La història va ser adaptada com a curtmetratge de 1923 per a la sèrie de pel·lícules de Sherlock Holmes de Stoll, amb Eille Norwood com Sherlock Holmes i Hubert Willis com el Dr. Watson.
La sèrie de televisió de Sherlock Holmes de 1954-1955 protagonitzada per Ronald Howard com Holmes i H. Marion Crawford com Watson va adaptar la història de manera fluïda per al seu episodi "The Case of the Blind Man's Bluff", canviant el nom del vaixell pel "Gloria North". Conserva elements de la història, com un personatge respectable amb un tatuatge que ha intentat esborrar però que Holmes observa de totes maneres (a l'episodi, el tatuatge era les inicials "GN" per a "Gloria North" en lloc de "JA."). L'episodi es va refer més tard, conservant l'estructura argumental i bona part del diàleg, per a la sèrie nord-americana-polonesa de 1980 Sherlock Holmes and Dr. Watson protagonitzada per Geoffrey Whitehead, que també va ser produïda per Sheldon Reynolds.
"The Gloria Scott " va ser un episodi de 2001 de la sèrie animada Sherlock Holmes al segle XXII, en què la nau presó titular era una nau espacial en ruta cap a la Lluna.
A l'episodi del 2014 "The Empty Hearse", el primer episodi de la tercera temporada de la sèrie de televisió de la BBC Sherlock, la nòvia del doctor Watson, Mary Morstan, resol un missatge de text codificat en un telèfon mòbil llegint cada tercera paraula. A l'episodi de la quarta sèrie "The Final Problem" del 2017, es revela que Holmes tenia un amic de la infància anomenat Victor Trevor.

### Ràdio
Edith Meiser va adaptar la història com a episodi de la sèrie de ràdio nord-americana The Adventures of Sherlock Holmes amb Richard Gordon com Sherlock Holmes i Leigh Lovell com el Dr. Watson. L'episodi es va emetre el 21 de gener de 1932. Altres episodis adaptats de la història es van emetre el 14 d'abril de 1935 (amb Louis Hector com a Holmes i Lovell com a Watson) i l'1 d'octubre de 1936 (amb Gordon com a Holmes i Harry West com a Watson).
Meiser també va adaptar la història per a la sèrie de ràdio nord-americana The New Adventures of Sherlock Holmes com a episodi amb Basil Rathbone com Holmes i Nigel Bruce com Watson, que es va emetre el 28 de desembre de 1941.
La història va ser adaptada com a episodi de la sèrie de ràdio nord-americana CBS Radio Mystery Theater titulada "The Gloria Scott". L'episodi, protagonitzat per Kevin McCarthy com Sherlock Holmes i Court Benson com el Dr. Watson, es va emetre per primera vegada el novembre de 1977.
"The Gloria Scott" va ser dramatitzada per Vincent McInerney per a BBC Radio 4 el 1992, com a part de la sèrie de ràdio 1989-1998 protagonitzada per Clive Merrison com Holmes i Michael Williams com Watson. Va comptar amb Simon Treves com a Victor i Terence Edmond com a Trevor.
Un episodi de 2008 de The Classic Adventures of Sherlock Holmes, una sèrie del programa de ràdio nord-americà Imagination Theatre, va ser adaptat de la història, amb John Patrick Lowrie com a Holmes i Lawrence Albert com a Watson.

### Literatura
L'any 2005, l'escriptora croata Mima Simić va publicar una col·lecció de contes titulada Pustolovine Glorije Scott ("Aventures de la Gloria Scott"). Aquesta adaptació solta introdueix una paròdia queer del cànon de Sherlock Holmes a través de la inversió de gènere dels protagonistes: la desastrosa detectiva Gloria Scott i la seva fidel assistent Mary Lambert. Una sèrie d'animació de televisió basada en aquesta adaptació estava en desenvolupament a partir del 2014.
El llibre de 2016 The Murder of Mary Russell de Laurie R. King es basa en la premissa que en Hudson de Gloria Scott no és altre que el pare de la senyora Hudson, la patrona de Holmes.